# 성 (건축)

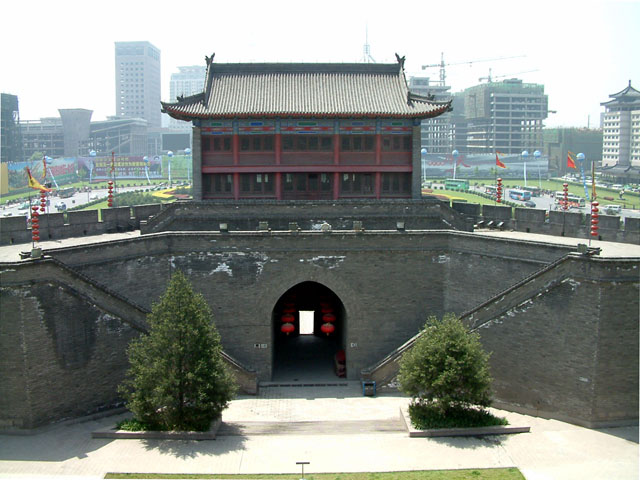
중국의 서안성 남문

성(城, castle)은 적을 방어하기 위한 거점으로 흙이나 돌 등을 높이 쌓아 만든 군사적 건축물이다. 성은 주로 귀족이나 왕족 및 군사 명령에 의해 중세 시대에 지어진 일종의 요새 구조이다. 학자들은 일반적으로 성을 영주나 귀족의 개인 요새 거주지로 간주한다. 이는 주된 목적이 단지 즐거움을 위한 것이고 주로 요새는 아니지만 요새화될 수 있는 맨션, 궁전 및 빌라와는 다르다. 이 용어의 사용은 시간이 지남에 따라 다양해졌으며 때로는 언덕 요새와 성처럼 지어진 19세기 및 20세기 주택과 같은 구조물에도 적용되었다. 중세 시대에 진정한 성이 건축되었을 때, 외벽, 화살구멍, 회랑과 같은 일부는 흔했지만, 다양한 특징을 지닌 매우 다양한 형태를 취했다.
유럽식 성은 9세기와 10세기에 시작되었으며, 카롤링거 제국이 몰락한 후 영토가 개별 영주와 왕자에게 나누어졌다. 이 귀족들은 주변 지역을 통제하기 위해 성을 건설했으며 성은 공격적이고 방어적인 구조였다. 그들은 적으로부터 보호할 뿐만 아니라 습격을 시작할 수 있는 기지를 제공했다. 성 연구에서는 군사적 기원이 종종 강조되지만, 구조물은 행정 중심지이자 권력의 상징으로도 사용되었다. 도시 성은 지역 주민과 중요한 여행 경로를 통제하는 데 사용되었으며, 시골 성은 종종 공장, 비옥한 토지 또는 수원과 같은 지역 사회 생활에 필수적인 기능 근처에 위치했다.
많은 북유럽 성은 원래 흙과 목재로 지어졌으나 나중에 방어 시설을 돌로 교체했다. 초기 성은 탑이나 화살통 같은 기능이 부족하고 중앙 성채에 의존하는 등 자연 방어를 활용하는 경우가 많았다. 12세기 말과 13세기 초에 성 방어에 대한 과학적 접근 방식이 등장했다. 이로 인해 측면 사격에 중점을 두고 타워가 확산되었다. 많은 새로운 성은 다각형이거나 동심원 방어에 의존했다. 즉, 성의 화력을 최대화하기 위해 동시에 기능할 수 있는 여러 방어 단계가 있었다. 이러한 방어의 변화는 동심원 요새화와 같은 십자군의 성 기술과 로마 요새와 같은 초기 방어의 영감이 혼합된 데 기인한다. 성 건축의 모든 요소가 본질적으로 군사적이었던 것은 아니었기 때문에 해자와 같은 장치는 원래 방어 목적에서 권력의 상징으로 진화했다. 일부 웅장한 성에는 풍경에 인상을 주고 지배하기 위해 길고 구불구불한 접근 방식이 있었다.
화약은 14세기에 유럽에 소개되었지만 포병이 돌담을 뚫을 만큼 강력해진 15세기까지는 성 건축에 큰 영향을 미치지 않았다. 성은 16세기까지 계속 건설되었지만, 개선된 대포 사격을 처리하는 새로운 기술로 인해 성은 불편하고 살기에 바람직하지 않은 곳이 되었다. 그 결과, 실제 성은 쇠퇴하고 행정 역할을 하지 않는 포병 요새와 방어할 수 없는 시골 저택으로 대체되었다. 18세기부터 고딕 건축의 낭만주의 부흥의 일환으로 모의 성(mock castle) 건설로 성에 대한 관심이 다시 높아졌지만 군사적 목적은 없었다.

## 성관

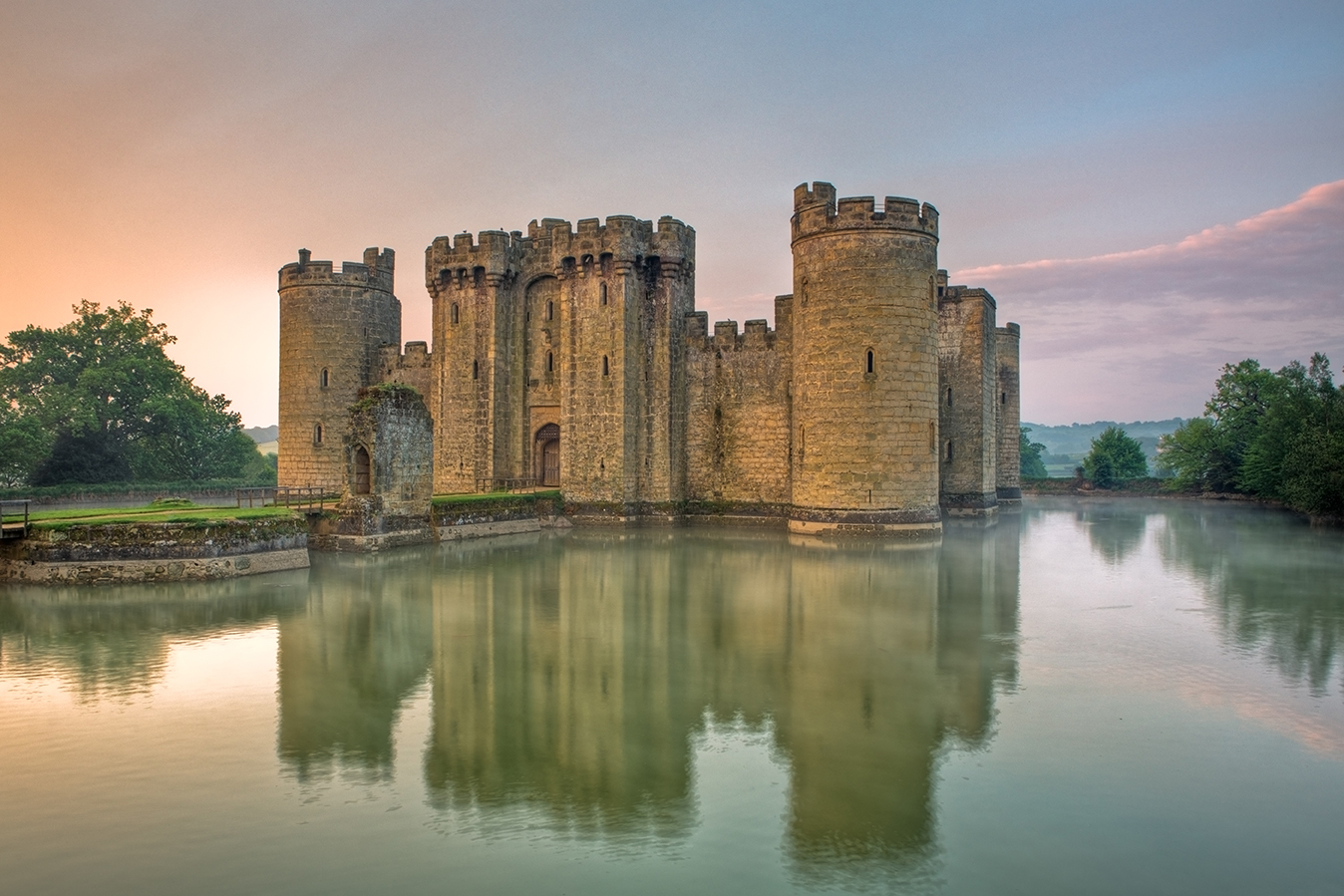
잉글랜드의 보디엄 성

성관(城館, 영어: castle 캐슬[*])은 중세 유럽과 중근동에서 나타나는, 요새화된 귀족 건축물이다. 요새화되어 있지 않은 궁전(palace)과는 구분된다.
성관은 카롤루스 제국이 붕괴하고 수많은 제후 영주들이 할거하기 시작한 9세기 ~ 10세기에 발명되었다. 성관은 주위 지역에 영주가 지배력을 발휘할 수 있는 수단이었으며, 공격군의 주둔지로서의 공격용 구조물이자 공격당했을 때 버티는 요새로서의 방어용 구조물이었다.

## 역사

### 초기

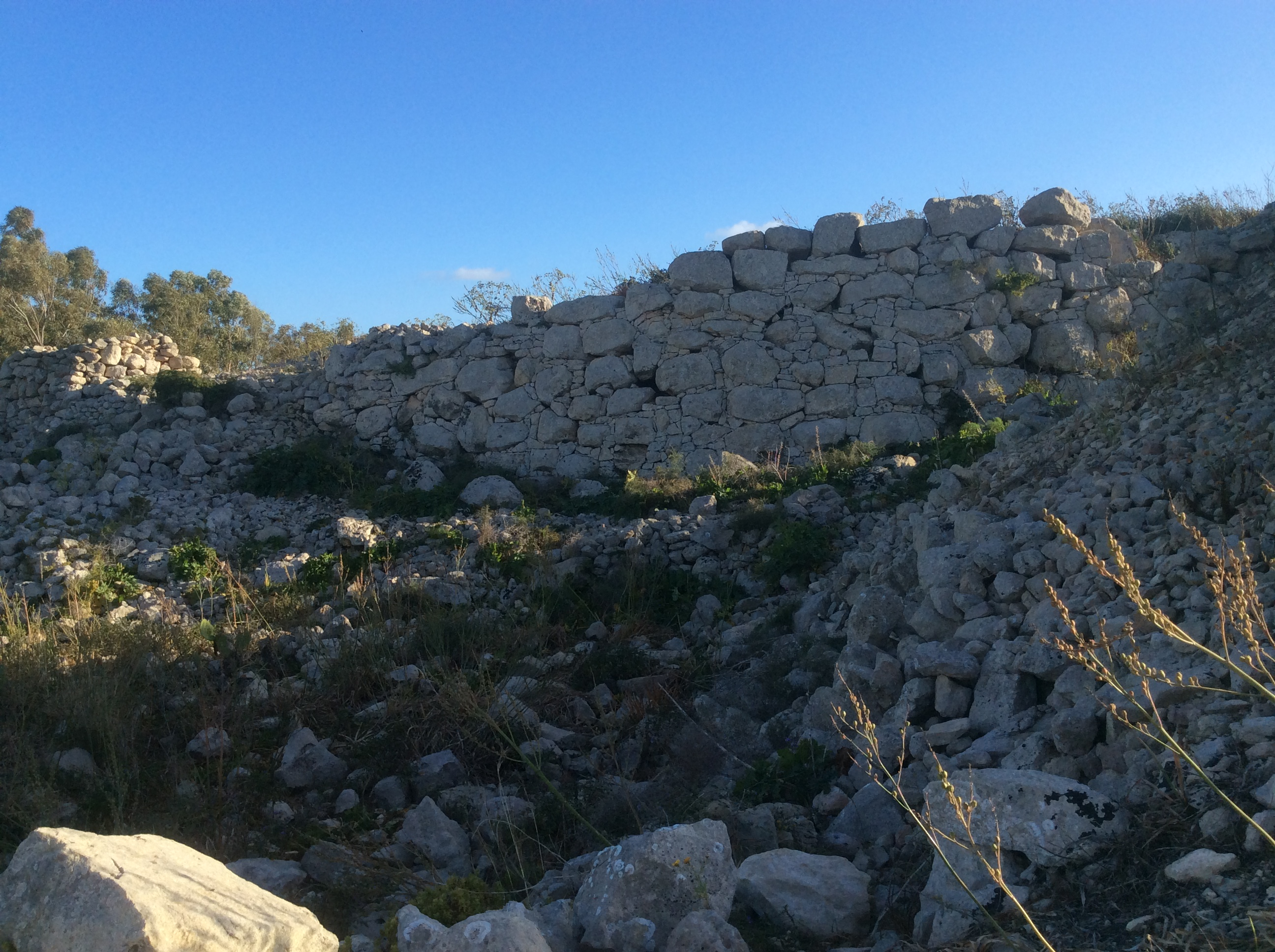
청동기 시대까지 사용된 몰타의 보르인나두르(Borġ in-Nadur)성

역사가 찰스 콜슨(Charles Coulson)은 식량과 같은 부와 자원의 축적으로 인해 방어 구조가 필요해졌다고 말한다. 최초의 요새는 비옥한 초승달 지대, 인더스 계곡, 유럽, 이집트, 중국에서 시작되었으며, 이곳의 정착지는 큰 성벽으로 보호되었다. 북유럽에서는 청동기 시대에 언덕 요새가 처음 개발되었으며, 철기 시대에 유럽 전역으로 확산되었다. 영국의 힐포츠(Hillforts)는 일반적으로 건축 자재로 석재보다는 토공사를 사용했다.
오늘날에도 많은 토공사가 남아 있으며, 도랑을 따라 방어벽이 있다는 증거도 있다. 중부 및 서부 유럽에서는 기원전 2세기에 오피다가 등장했다. 이들은 인구가 밀집된 요새화 된 정착지였다. 일부 오피다 성벽은 건축에 돌, 나무, 철, 흙을 활용하여 대규모로 지어졌다. 로마인들은 북부 유럽으로 영토를 확장하면서 언덕 요새와 오피다와 같은 요새화된 정착지를 만났다. 그들의 방어는 종종 효과적이었으며 공성 엔진과 알레시아 전투와 같은 기타 공성전 기술의 광범위한 사용으로만 극복되었다. 로마인의 요새(카스트라)는 이동 중인 군대에 의해 건설된 단순한 임시 토공사부터 정교한 영구 석조 건축물, 특히 하드리아누스 성벽의 이정표까지 다양했다. 로마 요새는 일반적으로 모서리가 둥근 직사각형, 즉 플레이카드 모양이었다.
중세 시대의 성은 초기 형태의 엘리트 건축의 영향을 받아 지역적 변화에 기여했다. 중요한 것은 성에는 군사적 측면이 있지만 성벽 안에는 눈에 띄는 가구 구조가 포함되어 있어 이러한 건물의 다기능 사용을 반영한다는 것이다.

### 기원(9~10세기)

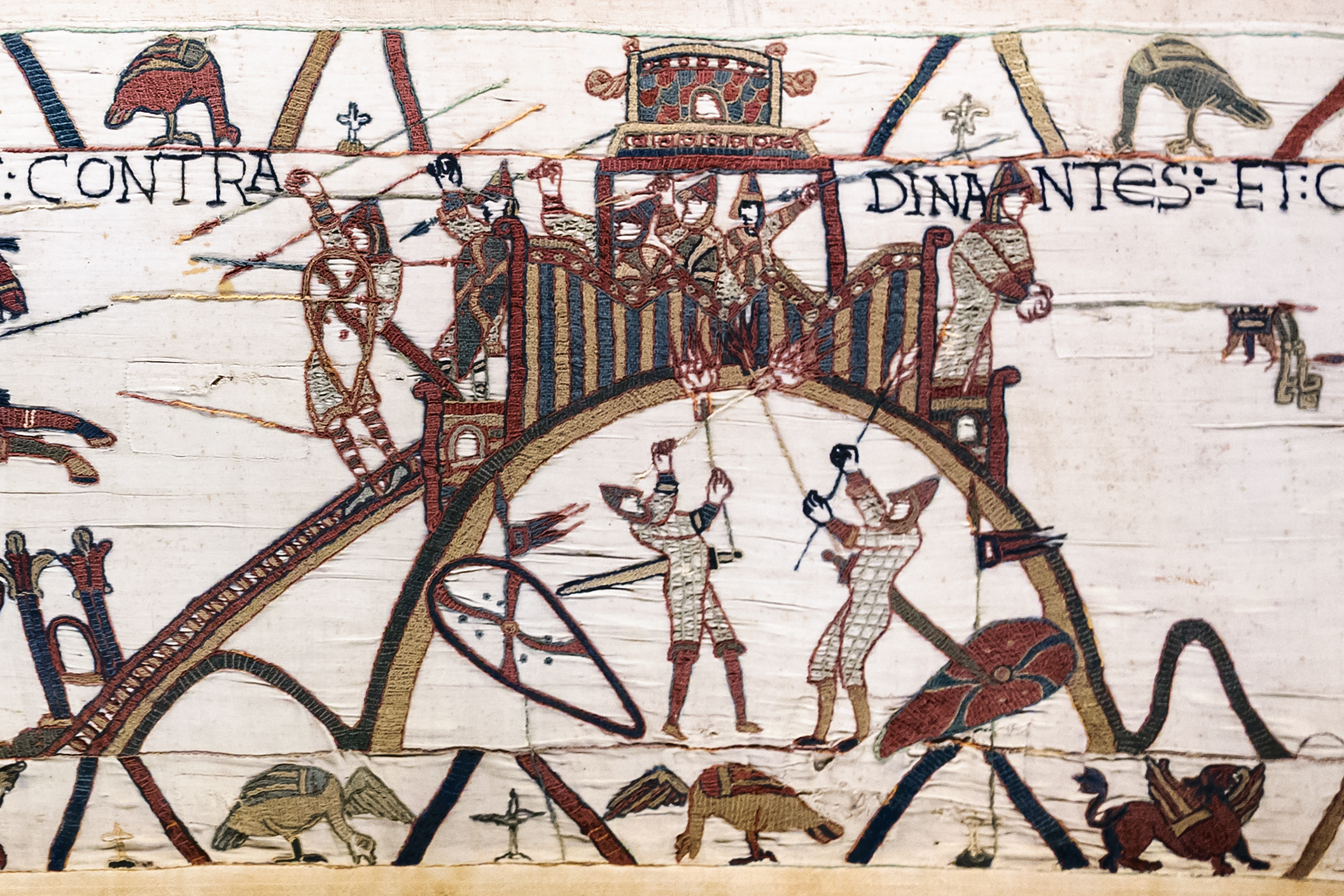
바이외 태피스트리

유럽의 성 출현이라는 주제는 상당한 논쟁을 불러일으킨 복잡한 문제이다. 토론에서는 일반적으로 마자르인, 무슬림, 바이킹의 공격에 대한 반응과 개인 방어의 필요성으로 인해 성의 부상이 발생했다고 한다. 카롤링거 제국이 붕괴되면서 정부는 사유화되었고 지역 영주들은 경제와 정의에 대한 책임을 맡게 되었다. 그러나 9세기와 10세기에 성들이 급증했지만, 불안한 시기와 요새 건설 사이의 연관성이 항상 간단하지는 않는다. 일부 성은 안전한 장소에 밀집되어 있는 반면, 일부 국경 지역에는 성이 상대적으로 적었다.
성은 영주를 요새화하는 관행에서 발전한 것 같다. 영주의 집이나 홀에 대한 가장 큰 위협은 일반적으로 목조 구조물으로 인한 화재였다. 이를 방지하고 다른 위협을 막기 위해 사용할 수 있는 몇 가지 조치가 있다. 적을 멀리 유지하기 위해 둘러싸는 토공사를 만드는 것이다. 도랑, 성벽, 돌담을 방어 수단으로 삼는 개념은 고대의 것이지만, 모테를 높이는 것은 중세의 혁신이다.
은행과 도랑 인클로저는 단순한 방어 형태였으며 관련 모트 없이 발견되면 링워크(ringwork)라고 한다. 부지가 장기간 사용되었을 때 때로는 더 복잡한 구조로 대체되거나 석조 커튼월을 추가하여 강화되었다. 돌로 홀을 지었다고 해서 반드시 화재에 면역이 되는 것은 아니었다. 여전히 창문과 나무 문이 있었기 때문이다. 이로 인해 창문을 2층으로 올려 물건을 던지는 것을 더 어렵게 만들고 입구를 지상에서 2층으로 옮겼다. 이러한 특징은 홀의 더 정교한 버전인 살아남은 많은 성채에서 볼 수 있다. 성은 방어용 장소일 뿐만 아니라 자신의 땅에 대한 영주의 통제력을 강화하는 역할도 했다. 그들은 수비대가 주변 지역을 통제할 수 있도록 허용하고 행정의 중심지를 형성하여 영주에게 법정을 열 수 있는 장소를 제공했다.
성을 짓는 데는 때때로 왕이나 다른 고위 권위의 허가가 필요했다. 864년 서프랑크(West Francia)의 대머리왕 샤를(Charles the Bald)은 자신의 허락 없이 카스텔라를 만드는 것을 금지하고 모두 파괴하라고 명령했다. 군사 역사가 R. 앨런 브라운은 카스텔라라는 단어가 당시의 모든 요새에 적용되었을 수 있다고 지적하지만 이것은 아마도성에 대한 최초의 언급일 것이다.
일부 국가에서는 군주가 영주에 대한 통제력이 거의 없거나 토지 확보를 돕기 위해 새로운 성을 건설하도록 요구했기 때문에 허가 부여에 대해 무관심했다. 스위스는 성 건축에 대한 국가적인 통제를 두지 않았는데 이에 대한 극단적인 사례로, 그 결과 4,000명이 성을 쌓게 됐다. 9세기 중반에 지어진 것으로 확실하게 알려진 성은 거의 없다. 950년경 천수각으로 개조된 프랑스의 두에라퐁텐 성은 유럽에서 가장 오래된 성이다.

### 11세기

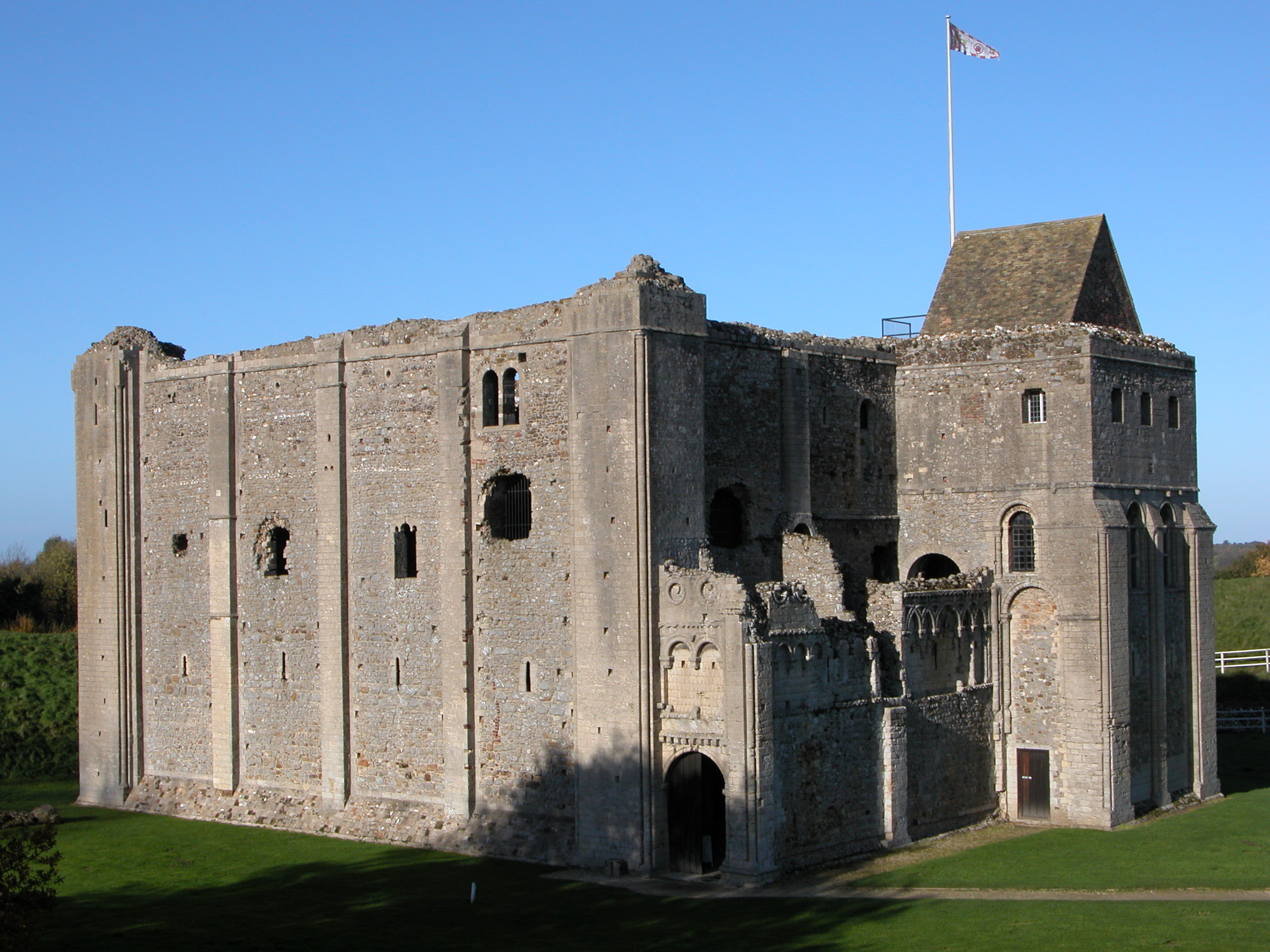
1138년에 건조된 캐슬 라이징(Castle Rising). 잉글랜드 노퍽주에 위치해 있다.

1000년부터 헌장과 같은 텍스트에서 성에 대한 언급이 크게 증가했다. 역사가들은 이를 이 무렵 유럽의 성 수가 갑자기 증가했다는 증거로 해석했다. 이는 도자기 조사를 통해 성터 건설 날짜를 알아낸 고고학적 조사에 의해 뒷받침되었다. 이탈리아의 증가는 950년대에 시작되어 성의 수가 50년마다 3~5배씩 증가한 반면, 프랑스와 스페인과 같은 유럽의 다른 지역에서는 성장이 더 느렸다. 950년에 프로방스에는 12개의 성이 있었다. 1000년에는 이 수치가 30개로 늘어났고, 1030년에는 100개를 넘었다. 스페인에서는 증가 속도가 더디긴 했지만 1020년대에는 이 지역, 특히 기독교인과 무슬림 사이의 분쟁 지역에서 성 수가 특히 증가했다.
성이 유럽에서 두각을 나타내는 일반적인 시기에도 불구하고 그 형태와 디자인은 지역마다 달랐다. 11세기 초, 꼭대기에 방어벽과 탑이 있는 인공 마운드인 모트와 킵은 스칸디나비아를 제외한 모든 유럽 지역에서 가장 흔한 형태의 성이었다. 영국, 프랑스, 이탈리아는 성 건축에서 이어진 목재 건축의 전통을 공유했지만, 스페인은 주요 건축 자재로 돌이나 진흙 벽돌을 더 일반적으로 사용했다.
8세기에 이슬람교도가 이베리아 반도를 침공하면서 목재가 부족한 북아프리카에서 시멘트 자갈인 타피알에 의존하여 발전한 건축 양식이 도입되었다. 석조 건축은 나중에 다른 곳에서도 보편화되었지만 11세기부터 스페인에서는 기독교 성곽의 주요 건축 자재였으며 동시에 목재는 여전히 북서부 유럽에서 지배적인 건축 자재였다.
1층에 좁은 수직 틈새가 있고 2층에 더 넓은 창문이 있는 회색 석조 정사각형 건물이다. 성 꼭대기는 낡아 보이고, 천수각에 붙어 있는 탑 외에는 지붕이 없다.
역사가들은 11세기와 12세기에 유럽 전역에 성이 널리 존재했다는 사실을 전쟁이 흔했고 대개 지역 영주들 사이에 일어났다는 증거로 해석했다. 성은 1066년 노르만 정복 직전에 영국에 소개되었다. 12세기 이전에는 노르만 정복 이전 영국에서 그랬던 것처럼 덴마크에서도 성은 흔하지 않았다. 덴마크에 성이 도입된 것은 벤드 해적의 공격에 대한 반응이었으며 일반적으로 해안 방어용으로 의도되었다. 모트와 베일리는 12세기까지 영국, 웨일스, 아일랜드에서 지배적인 성 형태로 남아 있었다. 동시에 유럽 본토의 성 건축은 더욱 정교해졌다.
천수각은 12세기 성 건축 변화의 중심에 있었다. 중앙 타워는 확산되었으며 일반적으로 벽 두께가 3~4m(9.8~13.1피트)인 정사각형 평면을 가졌다. 그들의 장식은 로마네스크 건축 양식을 모방했으며 때로는 교회 종탑에서 발견된 것과 유사한 이중창을 통합했다. 성주의 거처였던 천수각은 더욱 넓어지도록 진화했다. 천수각의 디자인 강조점은 기능적 요구 사항에서 장식적 요구 사항으로의 전환을 반영하여 변경되어 풍경에 군주 권력의 상징을 부과한다. 이는 때때로 전시를 위해 방어를 손상시키는 결과를 가져왔다.

### 혁신과 과학적 설계(12세기)

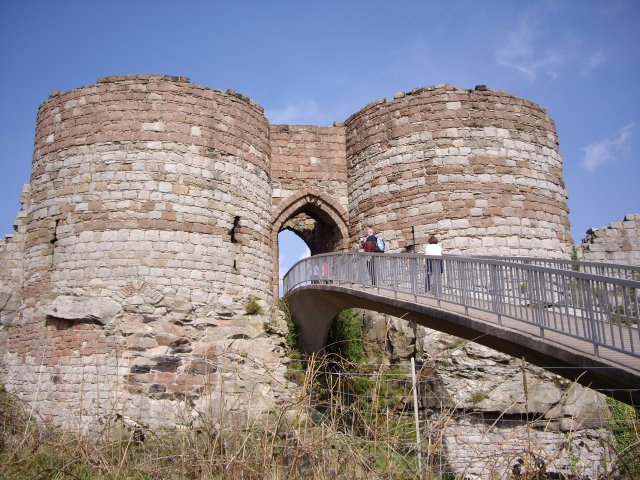
1220년대에 건조된 잉글랜드 체셔주의 비스턴성

12세기까지는 석조 성, 토성, 목재 성 등이 현대적이었으나 12세기 후반에 이르러 축성되는 성의 수가 줄어들었다. 이는 부분적으로 석조 요새의 더 높은 비용과 목재 및 토공 현장의 노후화에 기인한다. 이는 더 내구성 있는 석조로 건설하는 것이 더 바람직하다는 것을 의미한다. 석조 후계자로 대체되었지만 목재 및 토목 성은 결코 쓸모가 없었다. 이는 오랜 기간, 때로는 수세기에 걸쳐 목재 성의 지속적인 유지 관리에 의해 입증된다. 시차스(Sycharth)에 있는 오와인 글린두르(Owain Glyndŵr)의 11세기 목재 성은 15세기 초까지 여전히 사용되었으며 그 구조는 4세기 동안 유지되었다.
동시에 성 건축에도 변화가 있었다. 12세기 후반까지 성에는 일반적으로 탑이 거의 없었다. 큰 성채 또는 천수각은 일반적으로 정사각형이며 화살촉이 없다. 그리고 그 모양은 땅의 위치에 따라 결정되었을 것이다(그 결과는 종종 불규칙하거나 곡선적인 구조였음). 성곽의 디자인이 획일적이지는 않았으나 이는 12세기 중반의 전형적인 성에서 볼 수 있는 특징이었다. 12세기 말이나 13세기 초에 새로 건설된 성은 모서리에 탑이 있어 벽에 포위 사격을 가하는 다각형 모양이 될 것으로 예상된다. 탑은 벽에서 튀어나왔으며 각 층에 화살통이 있어서 궁수가 커튼월 근처나 근처에 있는 사람을 표적으로 삼을 수 있었다.
이 후기 성에는 항상 성채가 있었던 것은 아니지만, 전체적으로 성의 더 복잡한 디자인으로 인해 비용이 상승하고 돈을 절약하기 위해 성채가 희생되었기 때문일 수 있다. 더 큰 탑은 천수각의 손실을 보충하기 위해 거주 공간을 제공했다. 성채가 존재했던 곳은 더 이상 정사각형이 아니고 다각형이나 원통형이었다. 관문은 더 강력하게 방어되었으며 성 입구는 일반적으로 관문 위의 통로로 연결된 두 개의 반원형 타워 사이에 있다. 관문과 입구의 스타일은 매우 다양했지만 하나 이상의 내리닫이 쇠창살문이 있었다.
이베리아 반도 이슬람 성의 독특한 특징은 바다호스의 알카사바에서 볼 수 있듯이 주변에 알바라나 타워라고 불리는 분리된 타워를 사용했다는 것이다. 12세기에 개발된 것으로 추정되는 이 탑은 측면 사격을 제공했다. 이것들은 제거 가능한 나무 다리로 성과 연결되어 있었기 때문에 탑이 점령되면 성의 나머지 부분은 접근할 수 없었다.
성의 복잡성과 스타일에 대한 이러한 변화를 설명하려고 노력한 골동품 수집가들은 십자군 전쟁에서 답을 찾았다. 십자군은 사라센족과의 갈등과 비잔틴 건축에 대한 노출을 통해 요새화에 대해 많은 것을 배운 것 같다. 십자군 전쟁 이후 웨일스로 건너가 남부의 성을 크게 강화한 것으로 알려진 팔레스타인 출신의 건축가 랄리스(Lalys)와 같은 전설이 있었고 세인트 조지의 제임스(James of Saint George)와 같은 위대한 건축가는 동양에서 유래했다고 추정되었다. 20세기 중반에 이 견해는 의심의 대상이 되었다. 이 전설은 불신을 받았고 세인트 조지의 제임스의 경우 그가 프랑스의 생조르주데스페랑슈(Saint-Georges-d'Espéranche) 출신이라는 것이 입증되었다. 요새화의 혁신이 동양에서 유래했다면, 그 영향력은 거의 100년 후가 아니라 기독교인들이 제1차 십자군(1096~1099)에서 승리한 직후인 1100년부터 나타날 것으로 예상되었을 것이다. 서유럽의 로마 건축물 유적은 여전히 여러 곳에 서 있었고, 그 중 일부에는 측면에 둥근 탑이 있었고 두 측면에 있는 탑 사이에 입구가 있었다.
서유럽의 성 건축자들은 로마 디자인을 알고 영향을 받았다. 영국의 "색슨 해안"에 있는 후기 로마 해안 요새는 재사용되었으며 스페인에서는 아빌라 시 주변의 성벽이 1091년에 건설되었을 때 로마 건축물을 모방했다. 웨스트는 과장되었으며 실제로 12세기 십자군은 비잔틴과 사라센 방어에서 과학적 설계에 대해 거의 배운 바가 없다. 자연 방어를 활용하고 튼튼한 도랑과 성벽을 갖춘 잘 자리잡은 성에는 과학적인 설계가 필요하지 않았다. 이 접근 방식의 예는 케락(Kerak)이다. 비록 그 설계에 과학적 요소는 없었지만 거의 난공불락이었기 때문에 1187년 살라딘은 공격을 감수하기보다는 성을 포위하고 수비대를 굶어죽이는 것을 선택했다.
11세기 후반과 12세기에 현재 터키 중남부 지역인 병원 기사단, 튜턴 기사단, 기사단은 킬리키아의 아르메니아 왕국에 자리를 잡았으며, 그곳에서 그들은 십자군 건축에 심오한 영향을 미친 광범위한 정교한 요새망을 발견했다. 길리기아(Cilicia)에 있는 대부분의 아르메니아 군사 기지의 특징은 다음과 같다. 노두의 구불구불한 곡선을 따라 불규칙한 계획으로 쌓은 여러 개의 베일리 벽, 둥글고 특히 말굽 모양의 탑; 복잡하게 부어진 코어가 있는 잘게 자른 종종 소박한 마름돌 표면 돌, 숨겨진 뒷문과 슬롯 가공이 있는 복잡한 구부러진 입구, 지하층, 문 및 예배당 위의 배럴, 뾰족한 금고, 정교하게 흠집이 난 배수구가 있는 수조. 민간 정착지는 종종 이러한 요새 바로 근처에서 발견된다. 제1차 십자군 이후 유럽에 있는 본국으로 돌아가지 못한 십자군은 안티오키아 공국, 에데사 백국, 예루살렘 왕국, 트리폴리 백국의 십자군 국가를 건국하는 데 도움을 주었다. 인수 확보를 위해 세운 성은 대부분 시리아의 석공이 설계했다. 디자인은 로마 요새나 비잔틴 테트라피르기아의 디자인과 매우 유사했는데, 계획은 정사각형이었고 커튼월 너머로 많이 돌출되지 않은 각 모서리에 정사각형 탑이 있었다. 이 십자군 성의 성채는 정사각형 모양이었고 일반적으로 장식이 없었다.
성은 부지를 확보하고 군대의 이동을 통제하는 데 사용되었지만, 성지에서는 일부 주요 전략적 위치가 요새화되지 않은 채로 남아 있었다. 동양의 성 건축은 제3차 십자군(1189~1192)의 교착 상태 이후 12세기 말과 13세기 초에 더욱 복잡해졌다. 기독교인과 무슬림 모두 요새를 만들었으며 각각의 성격이 달랐다. 13세기 사라센의 통치자 사파딘(Saphadin)은 이슬람 건축에 영향을 준 커다란 직사각형 탑으로 구조물을 만들었고 계속해서 모방되었지만 십자군 성에는 거의 영향을 미치지 않았다.

### 13~15세기

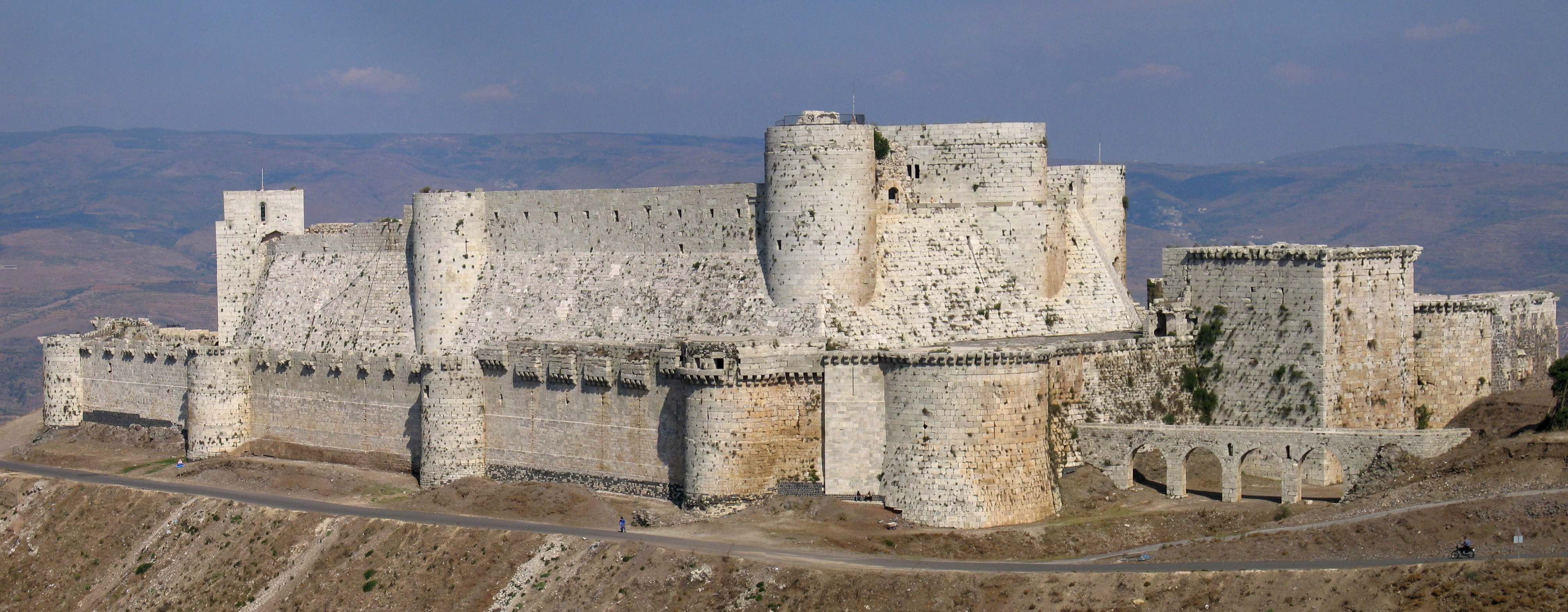
시리아의 크락 데 슈발리에

13세기 초 십자군 성은 대부분 병원 기사단, 기사단 기사단, 튜턴 기사단을 포함한 군사 기사단에 의해 건설되었다. 디자인은 명령들 사이뿐만 아니라 개별 성들 사이에서도 다양했지만, 이 시기에 건설된 성들은 동심원 방어를 하는 것이 일반적이었다.
크락 데 슈발리에와 같은 성에서 시작된 개념은 중앙 거점에 대한 의존성을 제거하고 커튼월의 방어를 강조하는 것이었다. 여러 개의 방어벽 고리가 내부에 하나씩 있고 내부 고리가 외부 고리 위로 솟아 있어 사격 범위가 완전히 가려지지 않았다. 가해자가 첫 번째 방어선을 통과하면 내벽과 외벽 사이의 킬링 그라운드에 갇히고 두 번째 벽을 공격해야 한다.
동심원 성은 유럽 전역에 널리 모방되었다. 예를 들어 십자군에 참가했던 영국의 에드워드 1세가 13세기 후반 웨일즈에 성을 지었을 때 그가 세운 8개 성 중 4개가 동심원 디자인을 가졌다. 13세기 십자군 성의 모든 특징이 유럽에서 모방된 것은 아니다. 예를 들어, 십자군 성에서는 정문이 탑 측면에 있고 통로에 두 개의 회전이 있어서 누군가가 외부 성벽에 도달하는 데 걸리는 시간이 길어지는 것이 일반적이었다. 이렇게 구부러진 입구는 유럽에서 보기 드물다.
발트해에서 리보니아 십자군이 가져온 영향 중 하나는 돌과 벽돌 요새의 도입이었다. 프로이센과 리보니아에는 수백 개의 목조 성이 있었지만 십자군 이전에는 이 지역에서 벽돌과 모르타르의 사용이 알려지지 않았다. 13세기와 14세기 초까지 그들의 디자인은 이질적이었지만 이 시기에는 중앙 안뜰 주위에 4개의 날개가 있는 정사각형 평면이라는 이 지역의 표준 평면도가 등장했다. 동양의 성에는 여러 층의 외벽에 화살촉이 있는 것이 일반적이었다. 유럽의 현대 건축업자들은 이것이 벽을 약화시킨다고 믿었기 때문에 이를 경계했다. 화살구멍은 벽의 강도를 손상시키지 않았지만 에드워드 1세의 성 건축 프로그램이 유럽에서 널리 채택되기 전까지는 아니었다.
십자군 전쟁은 또한 서양 건축에 기계화를 도입하게 만들었다. 13세기까지 탑 꼭대기는 나무 회랑으로 둘러싸여 있었기 때문에 방어자들이 아래의 공격자들에게 물건을 떨어뜨릴 수 있었다. 기계화는 목조 갤러리와 동일한 목적을 수행했지만 아마도 목조 형태의 진화라기보다는 동양의 발명품이었을 것이다. 마시쿨리는 십자군이 도착하기 오래 전에, 그리고 아마도 시리아에서 8세기 전반에 이미 사용되었다.
스페인에서 성 건축이 가장 활발하게 이루어진 시기는 11~13세기였으며, 성은 기독교와 이슬람 국가 사이의 분쟁 지역에서 가장 흔하게 발견되었다. 두 집단 사이의 갈등과 상호 작용은 건축 사상의 교환으로 이어졌고, 스페인 기독교인들은 분리된 탑의 사용을 채택했다. 이슬람교도들을 이베리아 반도에서 몰아낸 스페인의 재정복은 1492년에 완료되었다.
프랑스는 "중세 건축의 중심지"로 묘사되었지만, 12세기 성 건축의 선두에는 영국인이 있었다. 프랑스 역사가 프랑수아 게블랭(François Gebelin)은 다음과 같이 썼다. "군사 건축의 위대한 부흥은 당연히 예상할 수 있듯이 당시의 강력한 왕과 왕자들에 의해 주도되었다. 정복자 윌리엄의 아들들과 그 후손인 플랜태저넷 가문이 공작이 되었을 때였다. 노르망디. 이들은 오늘날 남아 있는 가장 전형적인 12세기 요새 성을 모두 지은 사람들이었다." 그럼에도 불구하고 15세기 초 잉글랜드와 웨일즈의 성 건설 속도는 감소했다. 새로운 성은 일반적으로 이전 구조물보다 가벼운 구조였으며 웨일즈의 라글란(Raglan)과 같은 강력한 사이트가 여전히 만들어졌지만 혁신은 거의 없었다. 동시에 프랑스 성 건축이 전면에 등장하여 중세 요새 분야를 선도했다. 유럽 전역, 특히 발트해, 독일, 스코틀랜드에서 성은 16세기에 지어졌다.

### 화약의 출현

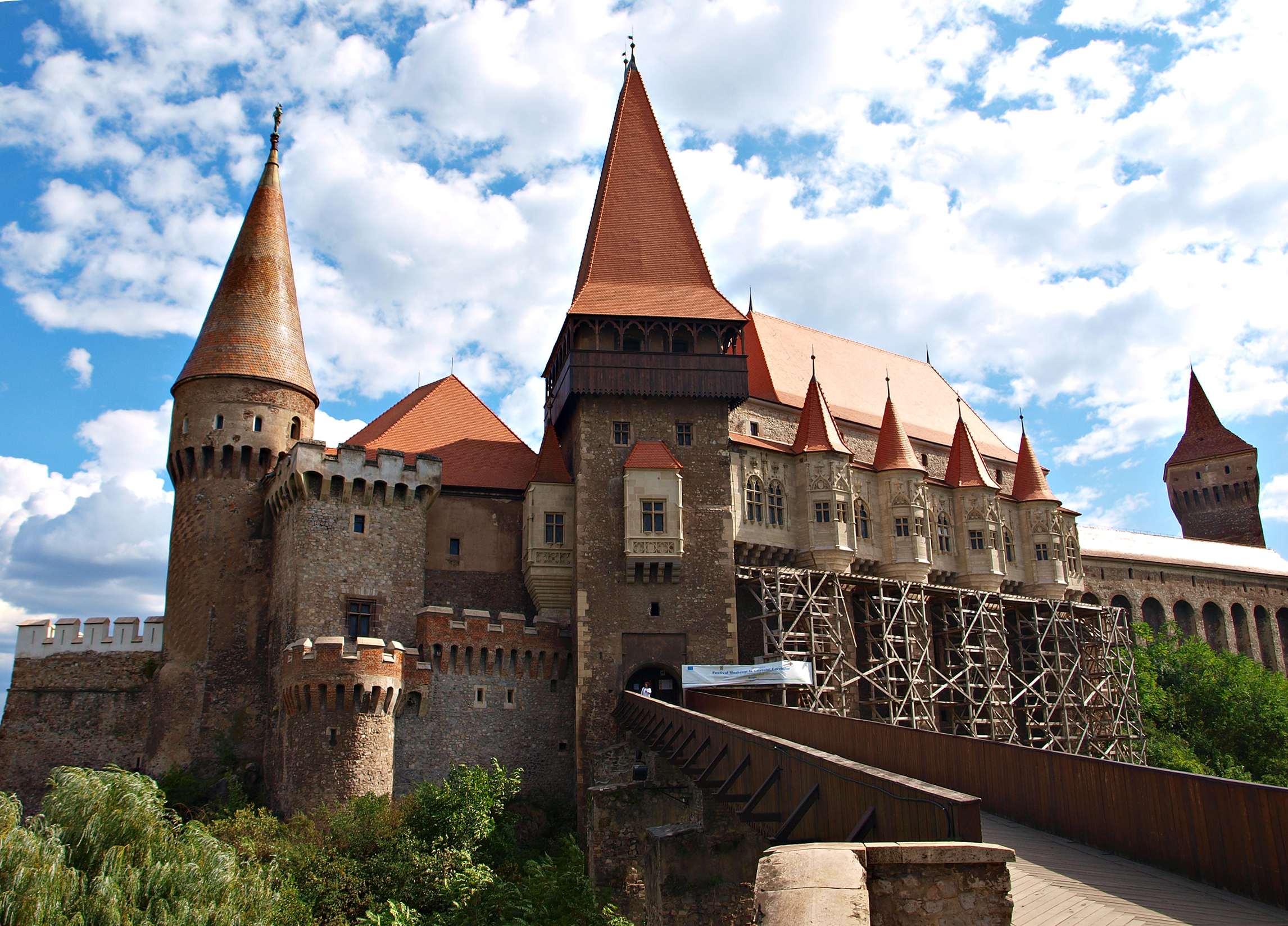
1446~1480년 사이 지어진 트란실바니아의 코르빈성

화약을 사용하는 포병은 1320년대에 유럽에 소개되어 빠르게 확산되었다. 처음에는 예측할 수 없고 부정확한 무기였던 권총은 1380년대까지 기록되지 않았다. 성은 평균 19.6~22kg(43~49lb) 사이의 작은 포병을 타워에서 발사할 수 있도록 조정되었다. 이 총은 사람이 들고 발사하기에는 너무 무거웠지만, 엉덩이 끝을 지지하고 총구 가장자리에 총구를 올려놓으면 무기를 발사할 수 있었다. 이 시기에 개발된 포구는 개구부를 가로질러 수평으로 목재를 배치한 독특한 특징을 보인다. 총 끝에 있는 고리를 목재 위에 걸면 포수가 무기의 반동을 완전히 감당할 필요가 없다. 이러한 적응은 유럽 전역에서 발견되며 목재는 거의 살아남지 못하지만 네덜란드의 두르넨부르크성에는 온전한 예가 있다. 총구는 열쇠구멍 모양으로 아래쪽에 무기를 넣을 수 있는 원형 구멍이 있고 위쪽에는 포수가 조준할 수 있는 좁은 틈이 있었다.
이 형태는 이집트, 이탈리아, 스코틀랜드, 스페인 및 그 사이의 다른 곳에서 발견되는 총에 적합한 성에서 매우 일반적이다. 다른 유형의 포트는 덜 일반적이지만 측면 이동만 허용하는 수평 슬릿과 더 큰 이동을 허용하는 큰 사각형 개구부였다. 방어를 위해 총을 사용하게 되면서 프랑스의 샤토 드 함(Château de Ham)과 같은 포병 성이 생겨났다. 총에 대한 방어는 이후 단계까지 개발되지 않았다. 함은 새로운 성에서 기계화, 높은 탑, 총안과 같은 이전 기능을 없애는 추세의 예이다.
더 큰 총이 개발되었고, 15세기에는 투석기와 같은 공성 무기의 대안이 되었다. 화약이 출현하기 전 중세 시대의 가장 효과적인 공성 무기인 투석기에 비해 대형 총의 장점은 사거리와 위력이 더 크다는 점이었다. 더 효과적으로 만들기 위한 노력의 일환으로 총은 더욱 커졌지만 이로 인해 멀리 떨어진 성에 도달하는 능력이 저하되었다. 1450년대에는 총이 선호되는 공성 무기였으며 콘스탄티노플 함락 당시 메흐메드 2세가 그 효율성을 입증했다.
더 효과적인 대포에 대한 대응은 더 두꺼운 벽을 만들고 둥근 탑을 선호하는 것이었다. 곡선 측면이 평평한 표면보다 포탄을 반사할 가능성이 더 높기 때문이다. 새로운 성에는 이것이 충분했지만 기존 구조물은 대포의 공격에 대처할 방법을 찾아야 했다. 충격의 일부를 흡수하기 위해 성의 외벽 뒤에 흙둑을 쌓을 수도 있다.
화약 시대 이전에 건설된 성들은 성벽이 너무 좁아서 총을 사용할 수 없는 경우가 많았다. 이에 대한 해결책은 탑의 꼭대기를 무너뜨리고 아래 부분을 잔해로 채워 총이 발사될 수 있는 표면을 제공하는 것이었다. 이러한 방식으로 방어력을 낮추면 사다리를 이용해 확장하기가 더 쉬워지는 효과가 있었다. 성을 손상시키지 않는 보다 대중적인 대체 방어는 성 방어선 너머에 보루를 설치하는 것이었다. 이것들은 흙이나 돌로 지을 수 있었고 무기를 장착하는 데 사용되었다.

### 16세기

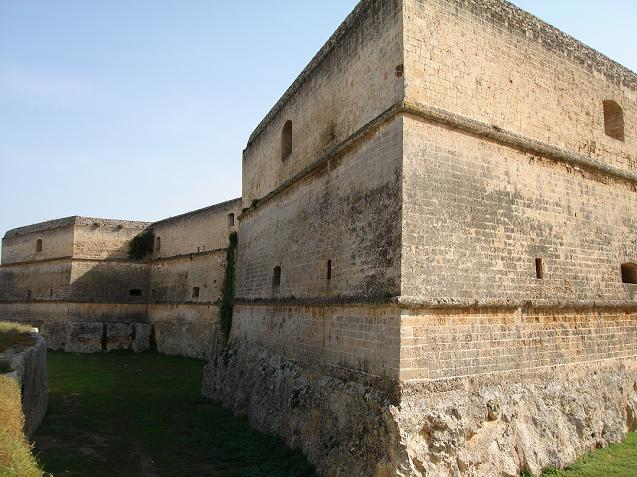
이탈리아의 코페르티노성의 보루

매끄러운 벽과 대략적으로 절단된 기초를 갖춘 3층 석조 구조물이다. 벽은 각도가 있고 개구부가 있다.
1500년경 이탈리아에서 각진 요새의 혁신이 개발되었다. 이와 같은 발전을 통해 이탈리아는 성의 방어 역할을 대신하는 영구 포병 요새화를 개척했다. 성형요새(star fort 또는 Trace Italienne)에서 유래되었다. 성 건설을 담당한 엘리트들은 대포 사격을 견딜 수 있는 새로운 유형과 더 초기의 정교한 스타일 중에서 선택해야 했다. 전자는 추악하고 불편했고 후자는 지위 상징으로서 더 큰 미적 매력과 가치를 제공했지만 덜 안전했다. 두 번째 선택은 대포 앞에서 실제로 방어할 수 있는 사이트를 만들려는 노력이 별 의미가 없다는 것이 분명해짐에 따라 더 인기가 있는 것으로 입증되었다. 여러 가지 이유로, 특히 많은 성에는 역사가 기록되어 있지 않으며 중세 시대에 지어진 성의 수가 확실하지 않다. 그러나 서유럽에서는 75,000~100,000대가 건설된 것으로 추산된다. 그 중 약 1,700명은 잉글랜드와 웨일즈에 있었고 약 14,000명은 독일어권 지역에 있었다.
일부 실제 성은 스페인과 프랑스 식민지에 의해 아메리카 대륙에 지어졌다. 스페인 요새 건설의 첫 번째 단계는 1492년부터 16세기 말까지 지속된 "성 시대"라고 불린다. 오자마 요새(Fortaleza Ozama)를 시작으로 "이 성들은 본질적으로 미국으로 옮겨진 유럽의 중세 성이었다." 다른 방어 구조물(요새와 성채 포함) 중에서 17세기 말에 뉴프랑스에도 성들이 건설되었다. 몬트리올에서는 포병이 유럽의 전장만큼 발달하지 않았으며, 지역 외곽 요새 중 일부는 프랑스의 요새화된 영주 저택처럼 건설되었다. 1695년부터 1698년까지 남작 가문에 의해 건설된 포트 롱괴이는 "캐나다에서 건설된 가장 중세풍의 요새"로 묘사되었다. 저택과 마구간은 요새화된 외벽 안에 있었으며 각 모서리에는 크고 둥근 포탑이 있었다. 몬트리올 근처의 "가장 견고한 성 같은 요새"는 요새화된 풍차뿐만 아니라 두꺼운 돌담으로 연결된 정사각형 탑으로 1692년에 건설된 세네빌 요새(Fort Senneville)였다. 이와 같은 석조 요새는 방어용 거주지 역할을 했을 뿐만 아니라 이로쿼이족의 침입을 방지하기 위한 인상적인 구조물로도 사용되었다.
16세기 말에 성 건설이 쇠퇴하기는 했지만, 성이 반드시 모두 쓸모없게 된 것은 아니었다. 일부는 지방 행정의 역할을 유지하여 법원이 되기도 하고, 다른 일부는 여전히 귀족 가문에 세습되기도 한다. 특히 유명한 예로는 11세기에 건설되었으며 영국 군주의 본거지인 영국의 윈저성(Windsor Castle)이 있다. 다른 경우에는 여전히 수비 역할을 했다. 성과 밀접한 관련이 있으며 펠레 타워를 포함하는 타워 하우스는 14~17세기에 지어진 영구 거주지였던 방어탑이었다. 특히 아일랜드와 스코틀랜드에서 흔히 볼 수 있으며 높이가 최대 5층에 달할 수 있으며 일반적인 울타리 성의 뒤를 이어 더 많은 사회적 범위의 사람들이 건설했다. 더 복잡한 성만큼 많은 보호 기능을 제공하지는 않지만 침입자 및 기타 작은 위협에 대한 보안을 제공했다.

### 이후의 이용 및 부활

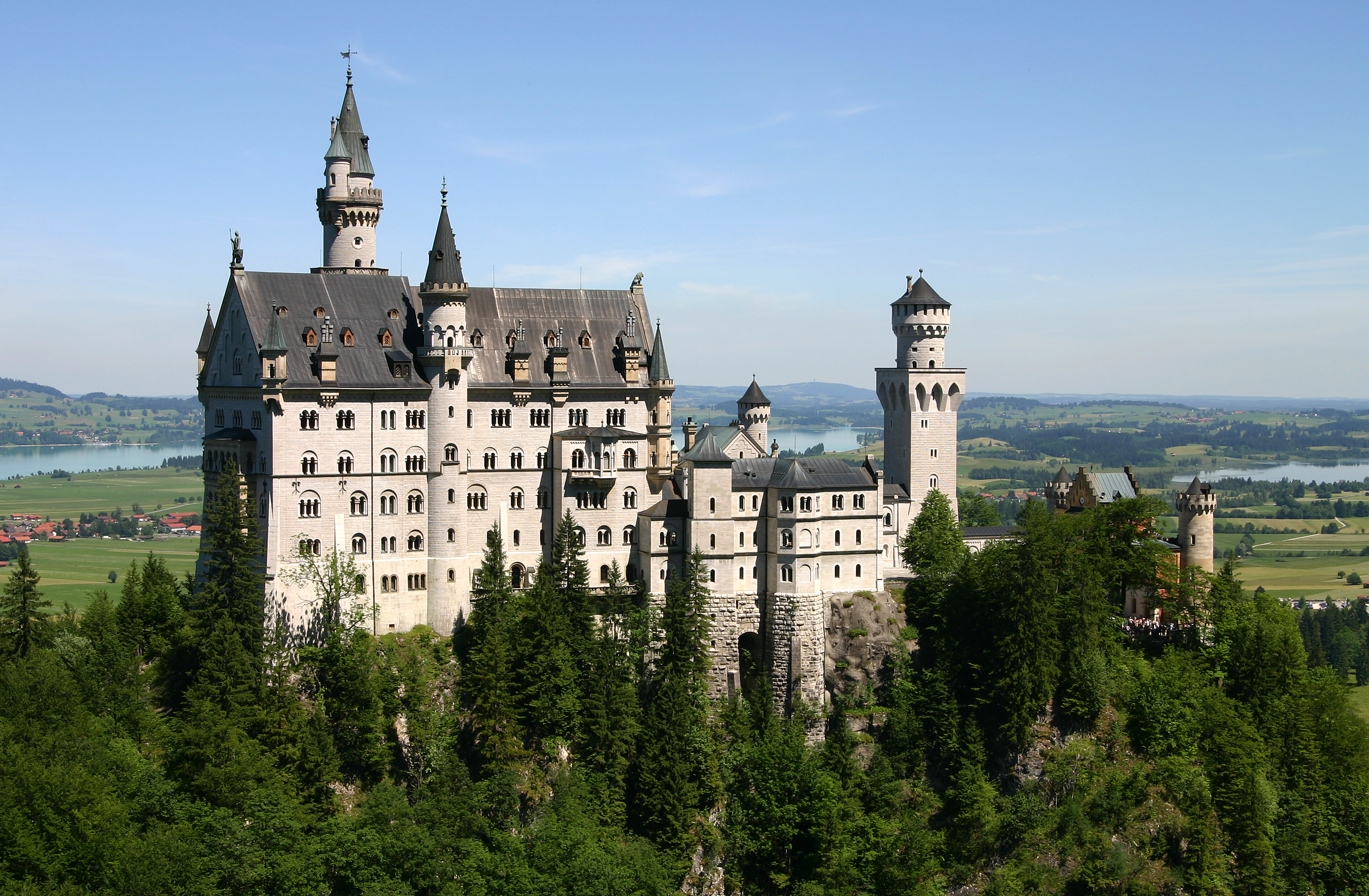
노이슈반슈타인성

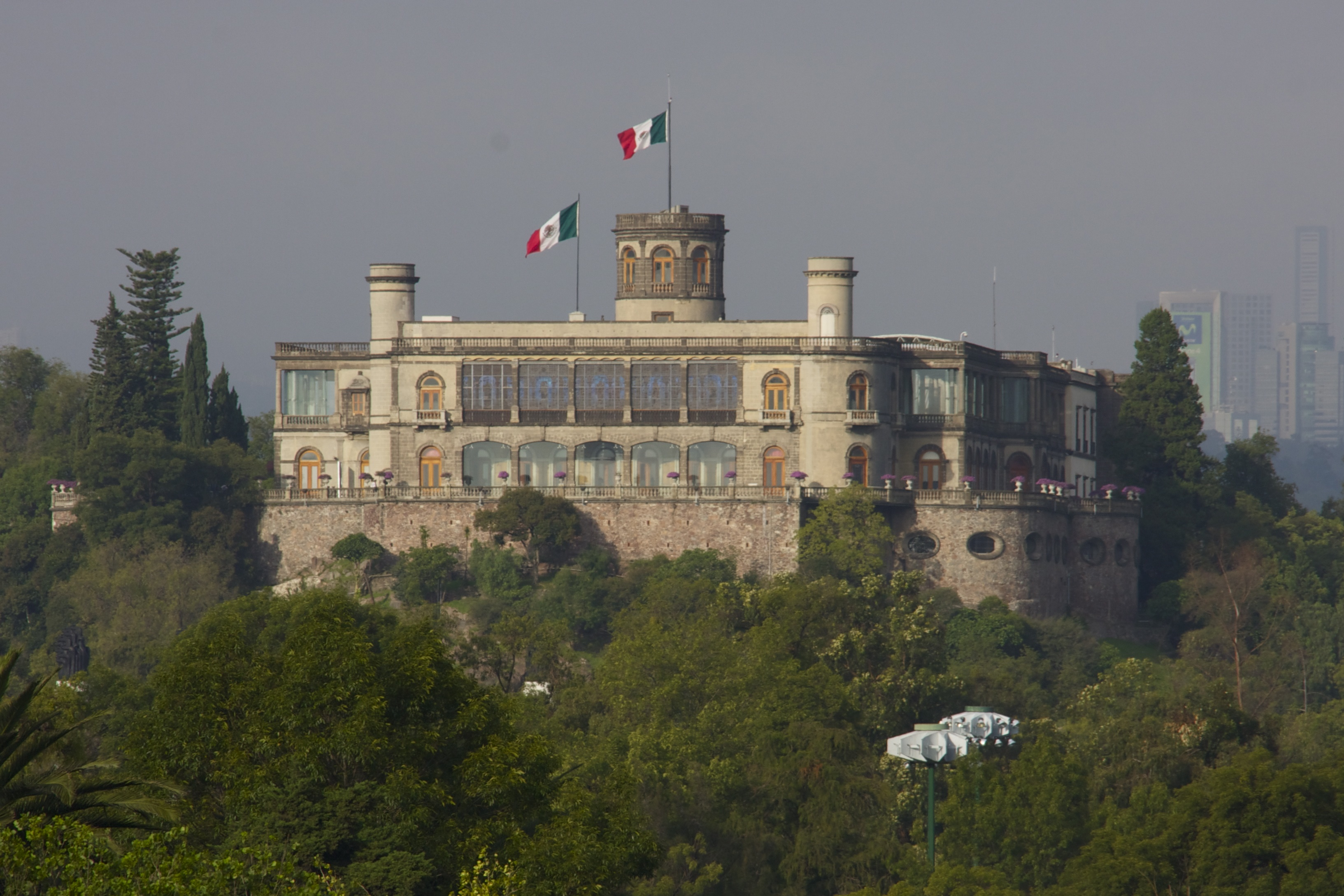
멕시코시티의 차풀테펙성

고고학자 올리버 크레이튼(Oliver Creighton)과 로버트 하이엄(Robert Higham)에 따르면, "17~20세기의 위대한 시골 저택은 사회적 의미에서 그 시대의 성이었다." 17세기에 엘리트층이 성에서 시골 저택으로 이주하는 경향이 있었지만 성은 완전히 쓸모가 없었다. 영국 남북 전쟁(1641~1651)과 같은 이후의 분쟁에서 많은 성이 다시 요새화되었지만 나중에는 다시 사용되지 않도록 무시되었다. 요새화할 의도가 없었던 일부 시골 거주지에는 포탑을 추가하고 작은 창문을 사용하는 등 잠재적인 침입자를 겁주기 위해 성의 모습을 부여했다. 이에 대한 예는 18세기에 개조된 몰타 부바크라(Bubaqra)의 16세기 부바크라성(Bubaqra Castle)이다.
부흥 또는 모의 성은 중세 시대와 기사도에 대한 낭만주의 관심의 표현과 건축 분야의 더 넓은 고딕 부흥의 일부로 인기를 얻었다. 고딕 양식의 교회와 대성당은 중세의 사례를 충실히 모방할 수 있었지만, "성 스타일"로 지어진 새로운 시골 저택은 내부적으로 중세 이전 건물과 달랐다. 중세 디자인에 충실했다면 현대 기준으로 볼 때 집은 차갑고 어두웠을 것이기 때문이다.
역사적인 건축물의 잔재와 비슷하게 지어진 인공 유적도 그 시대의 특징이었다. 그들은 일반적으로 귀족적인 계획 풍경의 중심 부분으로 지어졌다. 폴리는 계획된 경관의 일부가 아니라 오히려 지을 이유가 없는 것처럼 보인다는 점에서 인공 폐허와 다르지만 비슷했다. 둘 다 성곽과 탑과 같은 성 건축 요소를 그렸지만 군사적 목적으로 사용되지 않았으며 전시용으로만 사용되었다. 장난감 성은 몰타 할파르(Ħal Far)에 있는 플레이모빌 펀파크(Playmobil FunPark)성과 같은 놀이터와 놀이공원에서 일반적인 아동용 어트랙션으로 사용된다.

## 사회적 중심
성에는 영주가 있었기 때문에 성은 영지를 다스리는 행정의 중심지였다. 그는 더 강력한 세입자의 지원이 없으면 영주가 자신의 권력이 약화될 것이라고 예상할 수 있었기 때문에 자신 아래에 있는 사람들의 지원에 의존했다. 성공적인 영주들은 사회적 규모에서 바로 아래에 있는 사람들과 정기적으로 법정을 열었지만, 부재한 영주들은 그들의 영향력이 약화될 것으로 예상할 수 있었다. 더 큰 영주권은 규모가 클 수 있으며 영주가 자신의 모든 재산을 정기적으로 방문하는 것은 비현실적이므로 대리인이 임명되었다. 이것은 특히 때때로 다른 나라에 토지를 소유한 왕족에게 적용되었다.
영주가 행정 업무에 집중할 수 있도록 하인들을 두어 음식을 제공하는 등 집안일을 도맡게 했다. 집안은 시종에 의해 운영되었고 재무는 재산의 서면 기록을 관리했다. 왕실은 본질적으로 남작 가문과 동일한 형태를 취했지만 규모가 훨씬 크고 직위가 더 유명했다. 가정 하인의 중요한 역할은 음식을 준비하는 것이었다. 성 주방은 성이 점령되었을 때 바쁜 장소였을 것이며 많은 식사를 제공해야 했다. 성주가 없는 곳은 주로 성주가 다른 곳에 머물고 있었기 때문에 성은 주민이 거의 없고 성을 유지하는 데 전념하는 조용한 곳이었을 것이다.
사회 중심지로서 성은 전시를 위한 중요한 장소였다. 건축업자들은 모티프를 사용하여 상징주의를 활용하여 중세 엘리트들 사이에서 열망했던 기사도 정신을 불러일으킬 기회를 잡았다. 낭만주의 부흥의 후기 구조는 같은 목적으로 흉벽과 같은 성 건축 요소를 활용했다. 성은 건축적 자부심의 대상으로 대성당과 비교되었으며 일부 성은 정원을 장식적인 특징으로 통합했다. 군주가 부여한 총안 장식의 권리는(항상 필요한 것은 아니지만) 영주가 자신의 재산을 방어할 수 있도록 허용했을 뿐만 아니라 성과 관련된 총안 및 기타 장신구가 엘리트의 사용을 통해 권위를 얻었기 때문에 중요했다. 총안을 만들 수 있는 허가증은 허가를 부여할 책임이 있는 군주와의 관계나 호의를 나타내는 증거이기도 했다.
궁중 사랑은 귀족들 사이의 사랑을 에로틱하게 표현한 것이었다. 연인 사이의 절제가 강조됐다. 때로는 기사들이 부인의 증표를 착용하고 싸우는 토너먼트와 같은 기사도 행사를 통해 표현되기도 하지만, 비공개적이고 비밀리에 진행될 수도 있다. 트리스탄과 이졸데의 전설은 중세 시대에 전해지는 궁중 사랑 이야기의 한 예이다. 비록 남자가 다른 사람과 결혼할 수도 있지만, 서로 결혼하지 않은 두 사람 사이의 사랑의 이상이었다. 영주가 간음하는 것은 드문 일이거나 비천한 일이 아니었다. 예를 들어 영국의 헨리 1세는 20명이 넘는 사생아를 두었다. 그러나 여성이 난잡한 것은 불명예스러운 것으로 여겨졌다.
중세 엘리트들 사이의 결혼의 목적은 토지를 확보하는 것이었다. 소녀들은 10대에 결혼했지만, 소년들은 성인이 될 때까지 결혼하지 않았다. 중세 성의 집안에서는 여성이 주변적인 역할을 했으며 성주가 직접 지배했다는 통념이 널리 퍼져 있다. 이는 성이 군사 기관이라는 이미지에서 비롯된 것이지만 영국, 프랑스, 아일랜드, 스코틀랜드의 성들은 대부분 분쟁이나 포위 공격에 참여한 적이 없기 때문에 가정 생활은 소홀히 여겨지는 측면이 있다. 그 부인은 남편의 재산 중 약 3분의 1 정도를 평생 아내의 소유로 받았고, 남편은 아내가 죽으면 상속받게 되었다. 영주가 자신의 땅을 관리하는 것처럼 그들을 직접 관리하는 것이 아내의 의무였다. 일반적으로 병역에서 제외됨에도 불구하고 여성은 남편을 대신하거나 미망인인 경우 성을 관리할 수 있다. 중세 가정에서의 영향력으로 인해 여성은 때로는 직접적인 후원을 통해 건축과 디자인에 영향을 미쳤다. 역사가 찰스 콜슨(Charles Coulson)은 장기 거주로 인해 성에 "세련된 귀족적 취향"을 적용하는 데 있어 여성의 역할을 강조한다.

## 전쟁

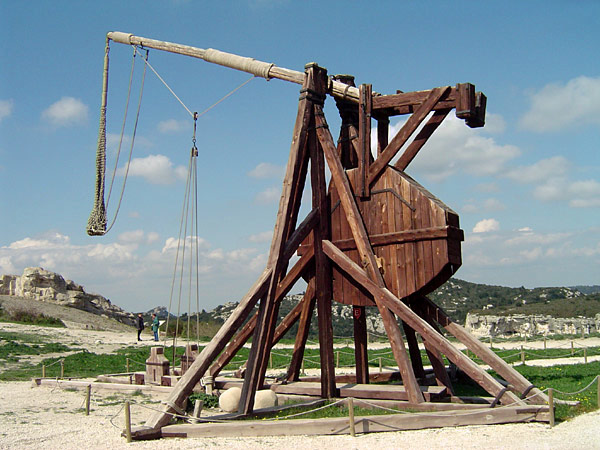
프랑스 남부 부슈뒤론주의 재건조된 트레뷰셋

성은 정적 구조이기 때문에 피할 수 있는 경우가 많다.
초기에 성을 관리하는 것은 가신이 거물에게, 거물이 왕에게 봉건적 의무였지만 나중에는 유급 군대로 대체되었다. 수비대는 일반적으로 소유자가 없을 때 성을 돌보는 평시 역할을 맡은 경찰관이 지휘했다. 그 아래에는 군사 훈련을 통해 일종의 장교급 역할을 하는 기사가 있었다. 그 아래에는 궁수와 궁수들이 있었는데, 그들의 역할은 화살통의 위치에서 알 수 있듯이 적군이 성벽에 도달하는 것을 막는 것이었다.
성을 장악해야 한다면 군대는 공격을 개시하거나 포위 공격을 가할 수 있다. 수비대를 공격하는 것보다 수비대를 굶어죽이는 것이 더 효율적이었다. 특히 가장 강력하게 방어된 지역의 경우 더욱 그렇다. 외부로부터의 구제가 없으면 방어자들은 결국 항복하게 된다. 포위 공격은 식량과 물 공급이 충분할 경우 몇 주, 몇 달, 드물게 몇 년 동안 지속될 수 있다. 장기간의 포위 공격은 군대의 속도를 늦추어 도움이 오고 적군이 나중에 더 큰 군대를 준비할 수 있게 했다. 이러한 접근 방식은 성에만 국한되지 않고 당시의 요새화된 도시에도 적용되었다. 때때로 포위 공격 성은 갑작스런 출격으로부터 포위 공격을 방어하기 위해 건설되었으며 포위 공격이 어떤 식 으로든 끝난 후 버려졌을 것이다.
강제로 성을 공격해야 한다면 공격자들이 선택할 수 있는 옵션은 다양했다. 초기 모트 앤 베일리와 같은 목조 구조물의 경우 화재는 실제 위협이었으며 바이외 태피스트리에서 볼 수 있듯이 불을 붙이려는 시도가 이루어졌다. 발사체 무기는 고대부터 사용되었으며 각각 동양과 로마에서 유래한 망고넬과 페트라리아는 중세까지 사용된 주요 무기였다. 13세기 페트라리아에서 진화한 것으로 추정되는 투석기는 대포가 개발되기 이전에 가장 효과적인 공성 무기였다. 이 무기들은 사정거리가 짧고 대형 기계이기 때문에 성의 사격에 취약했다. 반대로, 투석기와 같은 무기는 발사체의 높은 탄도로 인해 성 내부에서 발사될 수 있으며, 커튼월에 의해 직접적인 발사로부터 보호된다.
발리스타 또는 스프링럴드는 석궁과 동일한 원리로 작동하는 공성 엔진이었다. 고대 그리스에서 유래된 장력은 볼트나 투창을 투사하는 데 사용되었다. 이 엔진에서 발사된 미사일은 투석기나 망고넬보다 탄도가 낮고 정확도가 더 높았다. 그들은 성 건물보다는 수비대를 상대로 더 일반적으로 사용되었다. 결국 대포는 투석기보다 더 강력하고 사거리가 더 넓어 공성전의 주요 무기가 되는 수준까지 발전했다.
굴식(sap)으로 인해 벽이 손상될 수 있다. 벽으로 이어지는 지뢰를 파고 목표에 도달하면 터널 붕괴를 방지하는 나무 지지대가 불에 탔다. 그것은 함몰되어 위의 구조를 무너뜨릴 것이다. 암석 노두 위에 성을 쌓거나 넓고 깊은 해자로 둘러싸는 것이 이를 방지하는 데 도움이 되었다. 포위군의 터널을 향해 반 지뢰를 파낼 수 있다. 두 사람이 수렴한다고 가정하면 지하에서 직접 대결을 벌이게 될 것이다. 채광은 매우 효과적이어서 1285년 마가트 포위 공격 중에 수비대가 굴식을 파고 있다는 소식을 듣고 항복했다. 공성추도 사용되었는데, 일반적으로 철제 모자가 달린 나무 줄기 형태였다. 성문을 강제로 여는 데 사용되었지만 때로는 효과가 덜한 벽에 사용되기도 했다.
돌파구를 만드는 데 시간이 많이 걸리는 작업 대신 흉벽 뒤의 통로를 따라 싸워 벽을 점령하는 에스컬레이드를 시도할 수도 있다. 이 경우 공격자는 화살 발사에 취약하다. 성을 공격하는 사람들을 위한 더 안전한 선택은 종탑이라고도 불리는 공성 탑을 사용하는 것이었다. 성 주변의 도랑이 부분적으로 채워지면 이 이동식 목재 타워를 커튼월에 밀어 넣을 수 있다. 공성탑은 내부에 있는 사람들을 보호할 뿐만 아니라 성 내부를 내려다볼 수 있어 궁수에게 미사일을 발사할 수 있는 유리한 위치를 제공한다.

## 같이 보기
- 산성
- 왜성
- 진성
- 석성
- 성채
- 장벽
- 성곽
- 안뜰 (성곽)